# Eddy Noordijk
Eddy Noordijk (Den Haag, 24 juli 1905 - Leeden, 8 februari 1945) was een Nederlands violist en arrangeur.
Hij kreeg bekendheid bij het AVRO Orkest van Kovacs Lajos. Zijn jazzreputatie mag blijken uit het feit dat hij met drie plaatsessies uit 1933-’34 is vertegenwoordigd in The JAZZ Discography van Tom Lord. Anno 1937 geniet hij als Nederlandse muzikant een zodanige internationale faam dat hij de opdracht krijgt de hotviool-leergang van Joe Venuti samen te stellen.
Eddy Noordijk die in 1933 trompettist-zanger Eddy Meenk nog op hotviool begeleid in nummers als Hold Me en How Do You Do Honolulu?, is vanaf 1942 chef-arrangeur van het radioprogramma Nederlandsche Volksklanken. Onder zijn medewerkers vele vertrouwde namen van na de oorlog: Tom Erich, Pierre Palla, Bert Robbe, Wessel Dekker. Ook Dolf van der Linden, de latere dirigent van het Metropole Orkest behoorde tot Eddy Noordijks medewerkers. Noordijks programmafilosofie luidt: aandacht besteden aan melodieën ‘die uit de volksziel zijn ontsproten’, ‘volksliedjes, volksche liedjes en liedjes in den volkstoon’. Eddy Noordijk schrijft tal van arrangementen en verwerft ook als componist bekendheid. Met Wim Ibo schrijft Eddy hij "De Lente is terug" en voor Bob Scholte schrijft hij de hit "Heeft u een sigarenbandje".
Op 23 oktober 1944 moeten alle Hilversumse mannen van achttien tot vijftig jaar zich voor de ‘Arbeitseinsatz’ in Duitsland melden op het sportpark om daarna te worden weggevoerd naar Kamp Amersfoort. De werknemers van de Nederlandsche Omroep worden daarbij niet uitgezonderd.
Hoewel Theo Uden Masman en zijn orkestleden zich weten te bevrijden uit kamp Amersfoort en terugkeren naar Hilversum is Eddy Noordijk minder gelukkig; hij belandt, ondanks dat hij lid is geworden van de NSB als dwangarbeider in Leeden bij Osnabrück. Zijn goede vriend Govert van Oest (de latere pianist van Toon Hermans) weet te ontsnappen uit Duitsland. Van Oest heeft na de oorlog altijd volgehouden dat Eddy Noordijk met hem mee had kunnen vluchten maar dat Noordijk dat niet wilde. Op 8 februari 1945 wordt Leeden gebombardeerd. Veel omroepmedewerkers, waaronder de jonge zanger Henk Fortuin van Grieken, komen tijdens dit bombardement om het leven. Eddy Noordijk ligt begraven op een begraafplaats te Leeden.
Eddy Noordijk is de grootvader van acteur Rick Pijpers.

## Composities (gepubliceerd)
- Aetheriana voor akkoordinstrument
- Heeft u een sigarenbandje? (tekst: Louis Schmidt)
- Hilversum 1 (tekst: Anton Beuving)
- Laat mij maar vliegen (tekst: Kovacs Lajos)
- Primula veris voor accordeon
- Zing een vroolijk liedje als je opstaat (tekst: Jack Bess)